# Mrs. Einstein

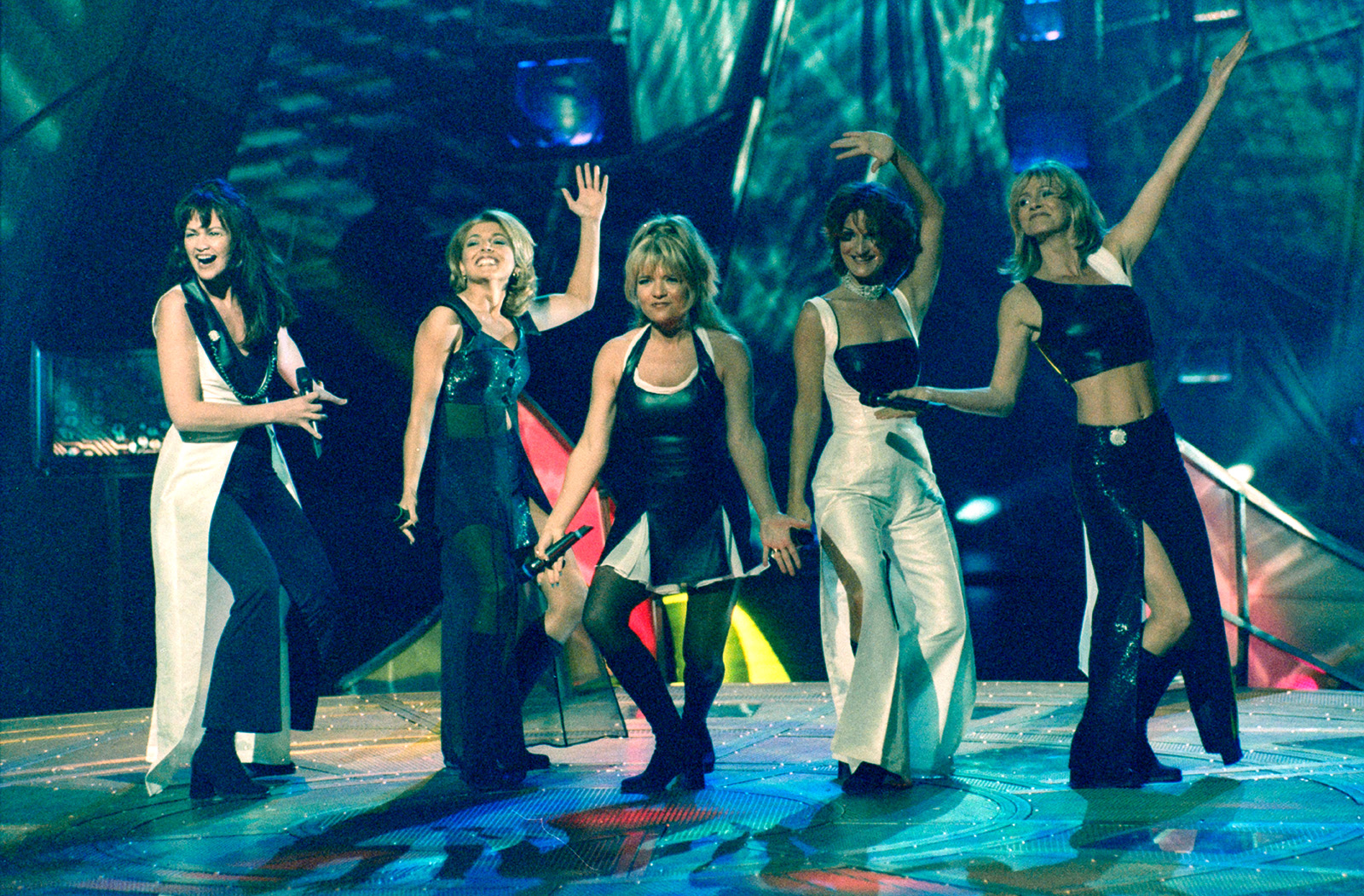

 Mrs. Einstein é um grupo feminino pop neerlandês, constituído por  Linda Snoeij, Spijkers Marjolein, Saskia van Zutphen, Venneker Suzanne e Willemse Paulette. O grupo surgiu na cena musical em 1989, mas na atualidade é composto apenas por : Joke van der Hoek, Saskia van Zutphen e Paulette Willemse . A banda representou os Países Baixos no Festival Eurovisão da Canção 1997, em Dublin, Irlanda com a canção "Niemand heeft nog tijd" que terminou em 22º lugar, recebendo apenas 5 pontos. A banda subiu ao palco com alguns vestidos tribais.